# Pedant.ru
Pedant.ru — крупнейшая в России сеть по ремонту и продаже носимой техники, которая развивается по модели франчайзинга. По состоянию на январь 2024 года в сети работает 576 сервисных центра в 143 городах России. Штаб-квартира компании находится в Республике Башкортостан в городе Стерлитамак. В основе бизнеса — IT-технологии.

## История
История Pedant.ru началась в 2013 году, когда компания запустила сайт-агрегатор по мониторингу и сравнению цен на услуги по ремонту техники Apple в Москве и Санкт-Петербурге.
В 2017 году под брендом Pedant.ru открылся первый сервисный центр по ремонту смартфонов. В январе 2018 года в компания появляются первые франчайзи. За последующие шесть лет количество сервисных центров увеличилось до 575 в 143 городах России.
В 2020 году Pedant.ru стала крупнейшей в России сетью по ремонту носимой техники по числу точек и получила статус сети № 1 в России по ремонту смартфонов.
В 2022 году компания стала партнёром сервиса Авито в программе выкупа и продажи смартфонов. Компания Pedant.ru осуществляла оценку и сервис устройств — проверку, диагностику, а также ремонт и устранение дефектов. В этом же году компания вышла на рынок электронной коммерции, запустив Pedant.Market — маркетплейс по продаже вторичных устройств в идеальном состоянии.
В 2023 году Pedant.Market запустил первый в России сервис аренды проверенных б/у смартфонов по подписке, который позволяет пользователям взять гаджет на срок от трёх месяцев до двух лет. Сумма подписки списывается ежемесячно, а после внесения 12-го платежа устройство можно обменять на новое.

## Структура
Главный офис Pedant.ru находится в Стерлитамаке, втором по величине городе Башкирии. В управляющей компании работает более 200 человек, около четверти которых — программисты.
Основа франшизы Pedant.ru — собственная CRM/ERP-система CRMFIX, которая обеспечивает организацию рабочих процессов сети, включая инструменты для учёта работы сервисных центров, контроля бизнес-показателей и полную оцифровку сервисных центров.
Перед открытием франчайзинговой точки партнёры проходят обязательное двухнедельное обучение в центре подготовки франчайзи, который находится в Москве. Управляющая компания разрабатывает для франчайзи дизайн-проекты помещений, производит мебель, обеспечивает франчайзи стартовым набором запчастей и регламентирует их дальнейшую закупку.

## Рейтинги
В 2019 году Pedant.ru стала победителем в номинации «Прорыв года» премии Golden Brand. В 2020 году издание РБК включило компанию в ТОП-3 рейтинга самых динамично развивающихся в России франшиз. В 2021 году компания вошла в рейтинги самых успешных франшиз по версии Buybrand и Бибосс и получила рекомендации от Сбер. Бизнес и Коммерсант. В 2023 году компания вошла в число самых выгодных франшиз в России по мнению аналитиков Forbes среди компаний, инвестиции в открытие которых составляет от 1 до 5 млн рублей.